# Självporträtt med en vän
Självporträtt med en vän är en oljemålning av den italienske renässanskonstnären Rafael. Den målades omkring 1518–1519 och ingår i Louvrens samlingar i Paris. 
Det här dubbelporträttet tillkom i Rom när Rafael redan var en etablerad konstnär med egen ateljé och egna lärlingar. Han avled i en febersjukdom omkring ett år senare, endast 37 år gammal. Det antas att den bakre mannen till vänster är konstnären själv. Det är inte helt klarlagt vem den främre mannen är; Rafaels vänskapliga hand på mannens axel tyder dock på att det var någon honom närstående. Konstvetare har föreslagit att det kan vara någon av hans lärjungar, till exempel Polidoro da Caravaggio eller Giulio Romano. En annat namn som framförts är Rafaels gode vän Giovanbattista Branconio (1473–1522) vars far beställde målningen Jungfru Marie besökelse.
Rafael målade ett annat berömt självporträtt 1506.